# Tricleidus
Tricleidus is een geslacht van uitgestorven cryptoclidide plesiosauriërs uit het Midden-Jura van het Verenigd Koninkrijk. Het werd benoemd in 1909 door Andrews en de typesoort is Tricleidus seeleyi. Het was een relatief middelgrote plesiosauriër, vijf meter lang.

## Naamgeving
In 1909 benoemde Charles William Andrews de typesoort Tricleidus seeleyi. De geslachtsnaam is afgeleid van het Grieks tri, 'drievoudig', en kleis, 'sleutel', een verwijzing naar de vorm van de sleutelbeenderen. De soortaanduiding eert Harry Govier Seeley.
Het holotype BMNH R3539 was gevonden in leemput numero 8 van Hicks en Gardner bij Woodston Lodge te Fletton, nabij Peterborough, Cambridgeshire, in een laag van de Oxford Clay die dateert uit het Callovien. Het bestaat uit een skelet met schedel en onderkaken. Van de postcrania zijn grotendeels de voorste delen bewaard waaronder de nek, de hele schoudergordel en de voorvinnen. Verder omvat het de pectorale wervels, vijf ruggenwervels, twee staartwervels, ribben, buikribben, een schaambeen en de achtervinnen. Het kan om een jong dier gaan, hoewel daar ook aan is getwijfeld. Het werd geborgen door hereboer Alfred Leeds en diens zoon E.T. Leeds. Het holotype lag niet in anatomisch verband, maar was verspreid over een vrij grote oppervlakte zodat het met veel moeite door Leeds bij elkaar geraapt moest worden. De ruggenwervels en staartwervels ontbraken alsmede het grootste deel van het bekken, alle kootjes en de meeste buikribben. 
Toegewezen zijn de specimina NMW 19.96.G7, een schoudergordel en opperarmbeenderen, en HMG V1800, een rechteropperarmbeen uit dezelfde locatie. Verder zouden de specimina MHNH 1003 & 1004 uit Normandië, een rechteropperarmbeen en een interclavicula, van dezelfde soort kunnen zijn.
Cimoliasaurus laramiensis werd in 1912 door Maurice Goldsmith Mehl hernoemd tot een Tricleidus? laramiensis. Later werd dit het aparte geslacht Tatenectes.
Tricleidus svalbardensis Persson 1962 werd in 2012 in Colymbosaurus geplaatst.

## Beschrijving

### Grootte

Tricleidus in grootte vergeleken met een mens

Tricleidus was vermoedelijk ruim vijf meter lang. Zhao schatte in 2024 het gewicht op 266 kilogram.

### Onderscheidende kenmerken
David Seymour Brown gaf in 1975 een reeks onderscheidende kenmerken, een unieke combinatie. De tanden hebben vele lengterichels. Het dentarium draagt zeventien tanden. De praemaxilla draagt vijf tanden waarvan de eerste en vijfde klein zijn en de tweede en vierde tanden groot. De voorste maxillaire tand is klein en de derde en vierde zijn groot. De wandbeenderen dragen een schedelkam. De binnenrand van het quadratum overlapt de tak naar het quadratum van het pterygoïde aan de binnenzijde en van achteren. De processus paroccipitalis is lang en slank. Het pterygoïde heeft een tak die het basisfenoïde raakt. De achterhoofdsknobbel wordt alleen gevormd door het basioccipitale en wordt omringd door een groeve. Er zijn minstens zesentwintig en misschien een paar meer halswervels die relatief amficoel zijn (met holle uiteinden) en bij de voorste halswervels, maar iets langer dan hoog doch nooit langer dan breed. De sleutelbeenderen zijn driehoekig en goed ontwikkeld, boven de interclavicula liggend die ze in het midden scheidt. De interclavicula is goed ontwikkeld en plaatvormig. Bij althans volwassen exemplaren raken de ravensbeksbeenderen de schouderbladen op de middenlijn. De breedte van de ravenbeksbeenderen over de cornua gemeten overtreft bij volwassen exemplaren de breedte over de schoudergewrichten gemeten. Het opperarmbeen is niet aan het distale uiteindesterk verbreed en raakt vier botten in de onderarm.

### Kop

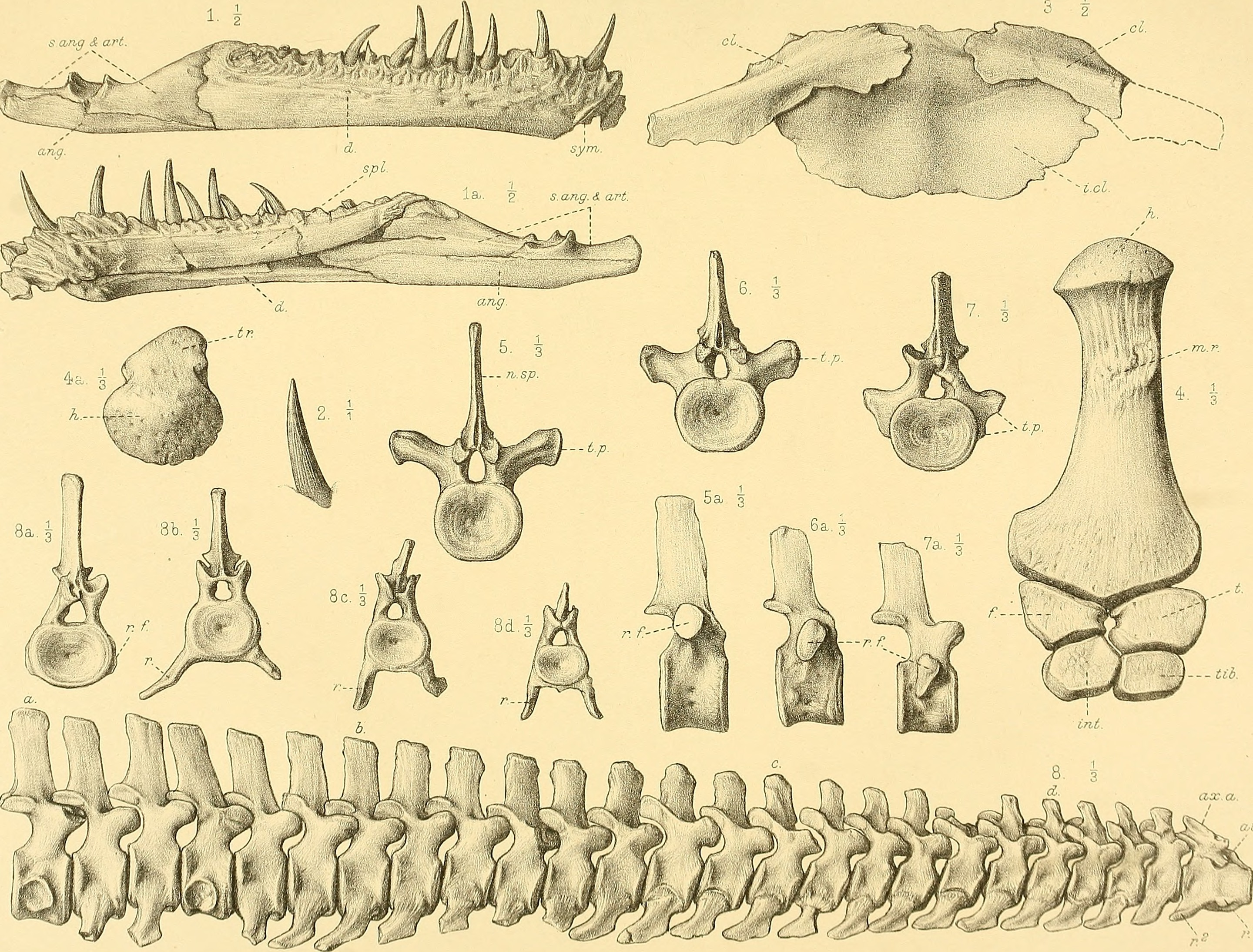
Beenderen van het holotype

De schedel is zo'n veertig centimeter lang, ongeveer een derde van de neklengte. Het profiel is driehoekig in zijaanzicht, met een korte snuit en een hoge achterkant. De praemaxilla is ruw op de bovenzijde. De praemaxilla vormt de binnenrand van het neusgat en loopt vrij ver naar achteren door. De oogkas is groot met een rechte onderrand. De korte snuit en grote oogkas kunnen samenhangen met een jonge individuele leeftijd van het holotype. Het voorhoofdsbeen is 40% langer dan het wandbeen. Tussen de voorhoofdsbeenderen ligt een holte die niet begrensd wordt door troggen. Het voorhoofdsbeen overgroeit het wandbeen en vormt de voorrand van het foramen pineale. De wandbeenderen dragen in de lengterichting een hoge en scherpe schedelkam. De achterkant van de schedel heeft een lage onderrand met een inham. De, tamelijk bolvormige, achterhoofdsknobbel bestaat alleen uit het basioccipitale, een basaal kenmerk. De processus occipitales zijn tamelijk lang en slank. Op het midden van het exoccipitale ligt een inzinking als toegang tot de utriculus van het binnenoor. De tubera basilaria zijn verticaal afgeplat, hebben van onderen bezien een driehoekig profiel en van achteren bezien een holle onderrand. Het basisfenoïde heeft op de voorrand een fossa hypophysealis. Het quadratum raakt met zijn achterste binnenzijde het pterygoïde. Het pterygoíde heeft een rechte, platte, smalle puntige voorste middelste tak die met speciale facetten articuleert op de achterste buitenkant van het parabasisfenoïde. Die facetten zijn rond, en iets schuin naar voren en buiten gericht. De voorste holte tussen de pterygoïden is breed. De achterste holte ligt geheel achter de voorrand van de fossa subtemporalis.
De symfyse van de onderkaken is maar licht verbreed. Het dentarium is matig robuust. Het is niet overdwars verbreed en de tanden staan verticaal. In de onderkaken is het surangulare van het coronoïde gescheiden door een duidelijke beennaad. De onderrand van het angulare is vrijwel recht met een lichte bolling naar het articulare. Het retroarticulair uitsteeksel is maar weinig naar boven gericht.
De tanden zijn lang, spits en gebogen. Ondanks de lengte zijn ze vrij robuust. Achteraan staan ze haaks op de kaken. Ze hebben fijne verticale richels, vooral op de binnenkant. Enkele van die richels bereiken het spits. Er staan vijf tanden in de praemaxilla. De voorste daarvan is maar drie millimeter in doorsnee, de tweede tot en met vierde zo'n 7,5 millimeter; de vijfde is weer even smal als de eerste. Er zijn zeventien dentaire tanden. De dentaire tanden staan niet in een verbreding overdwars, maar precies in het midden van de kaak. Ze staan achteraan vrijwel rechtop. De voorste tanden hellen echter 20° naar buiten — en hellen aan het spits door de kromming 40° naar binnen. De achterste dentaire tanden worden eerst kleiner, maar nemen geleidelijk weer in grootte toe. Het bovenkaaksbeen draagt vijftien tanden. Die verschillen duidelijk in grootte. De eerste maxillaire tand heeft een diameter van 5,5 millimeter, de derde en vierde van negen millimeter. De negende tand is weer terug naar de grootte van de eerste. De volgende tanden zijn zeer klein.

### Postcrania

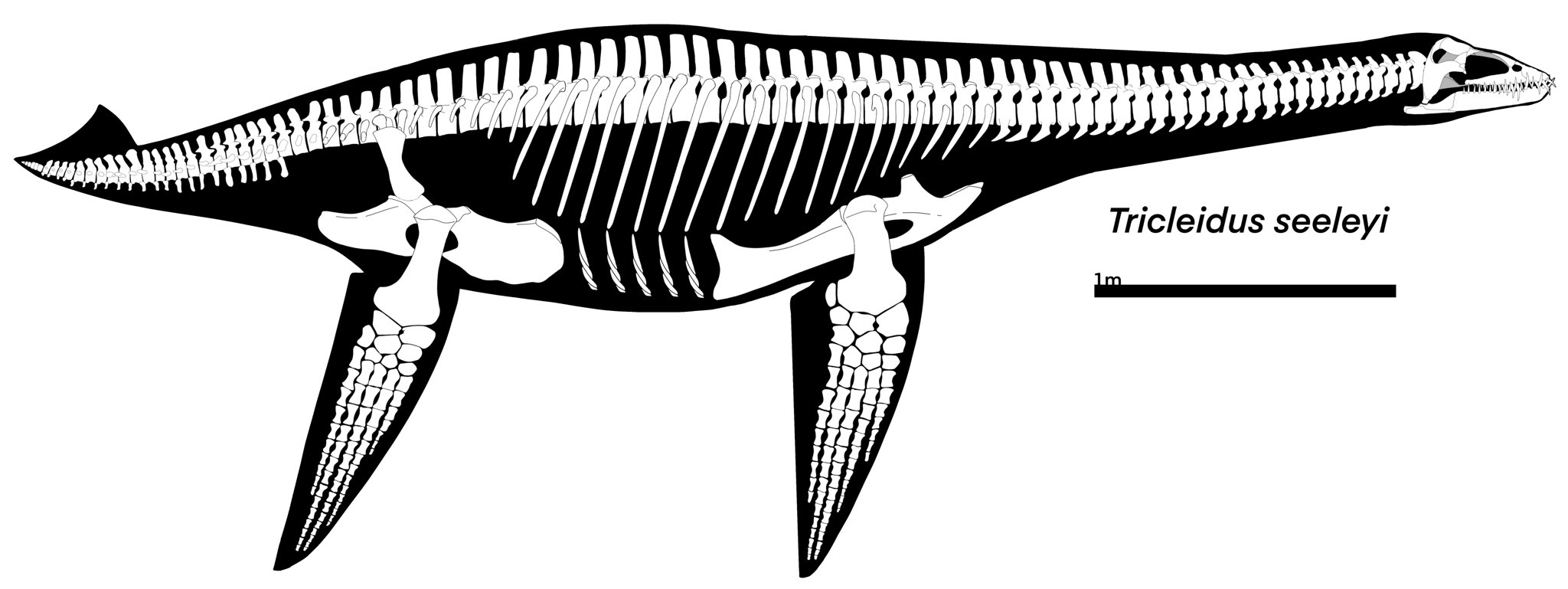
Diagram van het skelet

De nek is vrij kort, vermoedelijk nog geen anderhalve meter. Er zijn minstens zesentwintig halswervels. De atlas heeft een kiel op de onderzijde. De ribben van de atlas zijn relatief groot. De hypofyse op de onderzijde van draaier is vooraan vrij beperkt, maar loopt door tot aan de achterrand. De middelste en achterste halswervels missen richels op de zijkanten. De halswervels zijn op de onderzijde doorboord door gepaarde foramina subcentralia, openingen die een vergrote bloedtoevoer mogelijk maakten om caissonziekte bij het opduiken te voorkomen. De halswervels zijn breder dan lang en alle amficoel: met holle uiteinden of platycoel: met een platte voorkant. Ze hebben een ronde dwarsdoorsnede. De wervelbogen zijn matig hoog. De doornuitsteeksels zijn ietwat smal in zijaanzicht, maar hoger dan bij Cryptocleidus. Hun bovenvlak is ruw met een subtiele v-vormige inkeping. Ze zijn niet sterk naar achteren verschoven. De voorste gewrichtsuitsteeksels van de halswervels zijn versmolten. De nekribben hebben geen naar voren gerichte uitsteeksels.
De interclavicula is driehoekig met een achterste tak. Het opperarmbeen is kort en robuust. Het is ongeveer zo lang als het dijbeen. Het maakt contact met vier beenderen in de onderarm waaronder een klein extra bot aan de achterzijde dat ook het ulnare raakt. Het opperarmbeen is aan het distale uiteinde naar achteren gekromd. De verbreding aan het uiteinde wordt proximaal begrensd door een vrij scherpe insnoering. De polsbeenderen zijn relatief langwerpig en hoekig. De facetten voor het contact met de onderbeenderen beslaan bijna het hele uiteinde van het dijbeen. De achterzijde van het dijbeen is abrupt afgeschuind, een opvallend naar achteren gericht facet vormend. De achterrand van het kuitbeen is langer dan de binnenrand. Het achterste facet van het kuitbeen is langer dan voorste facet. In het onderbeen bevindt zich een opening tussen het scheenbeen en het kuitbeen. Die zijn bij Tricleidus gescheiden door een scherpe richel. Er is een derde bot in het onderbeen.

## Fylogenie
Tricleidus is in de Cryptoclididae geplaatst.
Het volgende cladogram toont de mogelijke positie in de evolutionaire stamboom.
|  | Muraenosaurus |
|  |               |
|  | Tricleidus    |
|  |               |

|  | Cryptoclidus  |
|  |               |
|  | Kimmerosaurus |
|  |               |

|  | Muraenosaurus |
|  |               |
|  | Tricleidus    |
|  |               |

|  | Cryptoclidus  |
|  |               |
|  | Kimmerosaurus |
|  |               |

## Levenswijze
Tricleidus was geen snelle zwemmer. Volgens een studie uit 2017 hadden de punten van de korte kaken bij sluiting slechts een relatief langzame snelheid kunnen halen en waren ze dus ongeschikt om wendbare vissen of inktvissen te grijpen. De lange tanden zouden afgebroken zijn bij een poging schaaldieren of schelpdieren te kraken. Het dieet moet bestaan hebben uit kleine zachte vissen en ongewervelden die op de zeebodem gegrepen werden of uit de modder gezeefd.